# Edmund Overend
Edmund Overend (conocido como Ned Overend; Taipéi, Taiwán, 20 de agosto de 1955) es un deportista estadounidense que compitió en ciclismo de montaña, en la disciplina de campo a través, y triatlón.
Ganó dos medallas en el Campeonato Mundial de Ciclismo de Montaña, oro en 1990 y bronce en 1991.
En triatlón obtuvo cuatro medallas en el Campeonato Mundial de Xterra Triatlón entre los años 1996 y 1999.
En 2002 fue elegido miembro del Salón de la Fama de la UCI.

## Medallero internacional
| Campeonato Mundial | Campeonato Mundial       | Campeonato Mundial | Campeonato Mundial |
| Año                | Lugar                    | Medalla            | Competición        |
| ------------------ | ------------------------ | ------------------ | ------------------ |
| 1990               | Durango (Estados Unidos) | Medalla de oro     | Campo a través     |
| 1991               | Barga (Italia)           | Medalla de bronce  | Campo a través     |

| Campeonato Mundial | Campeonato Mundial    | Campeonato Mundial | Campeonato Mundial |
| Año                | Lugar                 | Medalla            | Prueba             |
| ------------------ | --------------------- | ------------------ | ------------------ |
| 1996               | Maui (Estados Unidos) | Medalla de bronce  | Individual         |
| 1997               | Maui (Estados Unidos) | Medalla de plata   | Individual         |
| 1998               | Maui (Estados Unidos) | Medalla de oro     | Individual         |
| 1999               | Maui (Estados Unidos) | Medalla de oro     | Individual         |